# كانتون 10
كانتون 10 (بالبوسنوية: Kanton 10)‏ هي واحدة من الكانتونات العشر لاتحاد البوسنة والهرسك في البوسنة والهرسك. مقر الحكومة المحلية في ليفنو.

## جغرافيا
تبلغ المساحة الإجمالية للمقاطعة حوالي 934 4 كيلومترا مربعا 19٪ من الاتحاد. يقع كانتون في الجزء الجنوبي الغربي من البوسنة والهرسك
التضاريس الجبلية في المنطقة هي جزء من جبال الألب الدينارية.